# Schatkist (overheid)
Met de schatkist of rijksschatkist wordt het totaal van de geldmiddelen van een land aangeduid.
In de meeste landen, waaronder ook in België en Nederland, is de minister van financiën verantwoordelijk voor het beheer van de schatkist. De term werd al in de oudheid gebruikt voor tempels waarin de giften aan de goden werden bewaard. In vroeger tijden werden de overheidsgelden daadwerkelijk bewaard in schatkisten.